# عافر
عافر اسم وادي مشهور بالغلات الزراعية الموسمية. يقع في عزلة التويتي بين قريتي يداخ والمنازل. مديرية السدة محافظة إب وتبلغ مساحته عشرة كيلومتر مربع يمتاز بتربتة الزراعية الغنية. 
وحقولة المستوية وانتاجة لانواع كثيرة من المحاصيل اشهرها: القمح والشعير والذرة بانواعها والشاميه والفول والعدس والحلبة والبازلاء.

من عيوب هذا الوادي انه ملي بالافاعي والثعابين والتي ترعب المزارعين ويتعرضون للسعها اثنا جني المحاصيل أو في فترة الزراعة والعناية بالمحاصيل.
وتسمية حقولة الزراعية يسبقها لفظ ذي (ولفظ. ذي لفظ يدل على التفخيم فهو لفظ حميري تلقب به ملوك حمير والتبابعة. 
وتتربع عليها القبعة 
كونها تشكل قمقم وقبع على راس هذه الحقول 
بالإضافة إلى حقل مقولة الواسع ومرفقاته 
الذي يمثل بوابة وادي عافر الجنوبية الشرقية
والذي تم تحويله إلى ملعب رياضي 
ونادي تقام فيه الدوري في كل عام في شهر رمضان 
ويتصدر الدوري 
فريق صقور المنازل بقيادة الكبتن نجيب مساعد المنظم للدوري وينازعة اوقاتا فريق الريامي 
في تنافس شديد 
بين الاندية من خوال والاغبري والجمري
وبيت علايه والسور وذي بقط والجراجر 
وذي محانظ والجرف
ويعتبر متنزه في أيام رمضان 
وينتظر الدعم من المغتربين..
بالإضافة إلى المواقع الاثرية التي يضمها الوادي والمتمثلة ببنايات ذات تصميم هندسي فريد من نوعه.. مما جعلها صامدة إلى الآن ولم يعرف بعد إلى أي حقبة زمنية تعود ومنها درم السافعة - درم الجرادي ودرم مقولة.. كلها مبنية من الأحجار الضخمة وسقوفها كذلك مبنية من الأحجار في نظام هندسي متقن وعجيب.. ومن المرجح انها تعود للحميريين